# Requin (James Bond)
Pour les articles homonymes, voir Requin (homonymie).
Requin (Jaws en VO) est un personnage fictif des films, romans et jeux vidéo de James Bond et un ennemi récurrent de ce dernier. Incarné au cinéma par l'acteur américain Richard Kiel, il apparaît notamment dans les films L'Espion qui m'aimait et Moonraker ainsi que dans le jeu vidéo Quitte ou double.

## Description

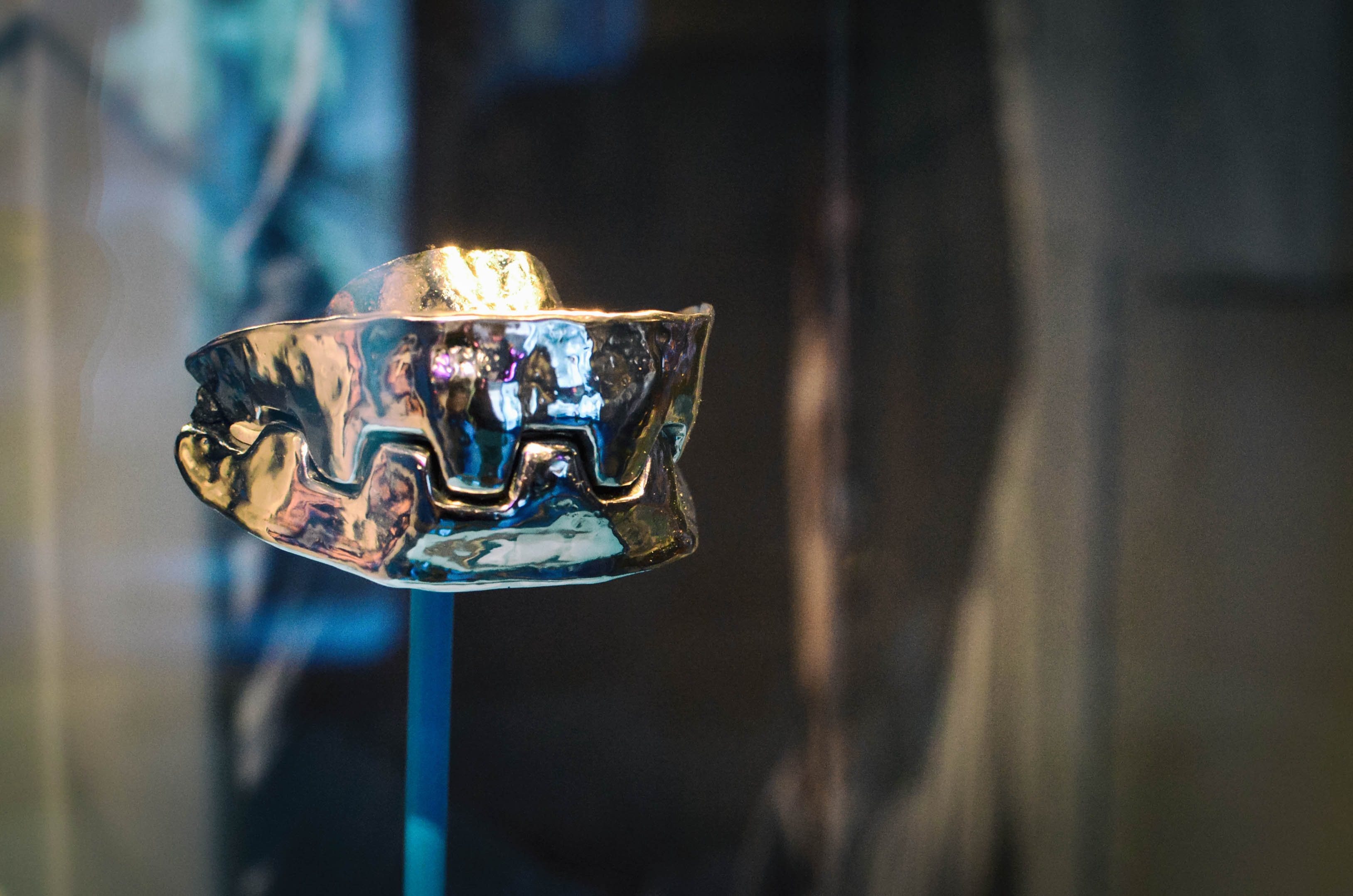
La mâchoire d'acier de Requin, exposée au International Spy Museum de Washington.

Requin est un homme de très grande taille (mesurant 2,18 m) et d'une force physique incomparable. Il est doté d'une mâchoire et de dents en acier. Ces dernières lui permettent de trancher facilement des matériaux solides et de causer des blessures profondes. C'est un tueur à gages, un exécuteur de basses œuvres, taciturne et avec un esprit simple.
Dans le film L'Espion qui m'aimait, Requin est chargé par son employeur Karl Stromberg de tuer plusieurs personnes dérangeantes pour son projet. Il le charge plus tard de tuer également James Bond et l'agent soviétique Anya Amasova. Requin essaiera plusieurs fois de mener à bien cette mission mais échouera. À la fin du film, il réussit à s'échapper de la base de Stromberg avant sa destruction. On le revoit dans le film Moonraker où il essaie de tuer Bond d'abord pour son compte puis quand Hugo Drax l'engage pour remplacer son bras droit Chang, tué par Bond.
À la fin de Moonraker, après avoir affronté une nouvelle fois James Bond, il tombe amoureux d'une jeune femme, Dolly, au Brésil et devient « gentil » pour elle. Alors qu'il se retrouve avec Dolly dans la station spatiale d'Hugo Drax, Requin, après avoir échangé un regard avec Dolly, et que Bond ait sous-entendu que tout individu qui n'a pas les critères de perfection que Drax exige sera éliminé, comprend que ce dernier l'utilise, se sert de lui et compte se débarrasser de lui. Il se retourne alors contre Drax et prend le parti de James Bond, le sauvant. Ensuite, il reste seul avec Dolly dans la station en perdition, buvant du champagne avec elle et parlant enfin, lui disant « Bon, à la nôtre ». Bond déclare alors « Ils feront leur chemin dans la vie, ils ne sont qu'à 200 km de la Terre ». À la fin du film, les militaires américains disent avoir retrouvé deux survivants de la station spatiale : un grand homme et une petite femme blonde.
Requin réapparaît dans le jeu vidéo Quitte ou double, dans lequel il travaille pour Nikolai Diavolo, l'ennemi de James Bond dans ce jeu. Dolly semble avoir disparu de sa vie (voire n'a jamais existé dans le scénario de cette histoire). Au cours de l'intrigue du jeu, Requin affronte Bond à trois reprises. Une première fois dans un train, une seconde fois sur la route alors qu'il manœuvre un camion citerne rempli de produit toxique, et une dernière dans un ascenseur géant où il tente d'éliminer le joueur à l'aide d'un lance-flamme. Il est apparemment tué dans une explosion lorsque l'ascenseur s'écrase.
On le retrouve également dans les jeux vidéo GoldenEye 007, Nightfire, et 007 Legends.

## Détails
Selon la biographie de Requin décrite dans le roman (officiel) L'Espion qui m'aimait, ce dernier, de nationalité polonaise, s'appelle Zbigniew Krycsiwiki et a été gravement blessé lors de la répression par la police d'une manifestation en 1972. Il s'est donc ensuite fait implanter une mâchoire d'acier après avoir rencontré Karl Stromberg. Celle-ci étant reliée à ses cordes vocales, il est expliqué qu'il lui est quasiment impossible de parler, d'avaler et de fermer complètement sa bouche.
Requin est l'un des trois seuls méchants de tous les films dont James Bond n'arrivera pas à se défaire, avec Irma Bunt et Tric-Trac (celui-ci finit emprisonné). Il est également l'un des trois seuls adversaires de Bond (avec Ernst Stavro Blofeld et Mr. White) à apparaître dans plus d'un film.

## Hommages
En 2002, le film Le Boulet rend hommage au personnage Requin en faisant jouer Gary Tiplady dans le rôle d'un garde du corps, ayant également comme surnom Requin.